# 大野純一
大野純一（おおの じゅんいち、1968年 - ）は神戸市生まれの写真家である。

## 経歴
2015年
- オンデマンド写真集『写真生活』出版
- 『電気がなくても人は死なない』(木村俊雄・著)洋泉社　インタビュー＆撮影

2014年
- オンデマンド写真集『静かに深遠に私の内にうまれくるもの』出版

2013年
- オンデマンド写真集『Zipangu』

2012年
- オンデマンド写真集『Rose romanteique』出版

2011年
- 神奈川芸術劇場『神奈川芸術プレス』表紙連載(宮元亜門、大野和志、他)
- ジャニーズ発行『TOKIO』ファンクラブ会報誌連載
- ウェブ写真展『Japan』『New York』『South Korea』『花のはなし』『働く子供』連続開催
- 大野純一・ユーストリーム対談『モーリー・ロバートソン』『宮本和英』『ツルシカズヒコ』他

2010年
- 神奈川芸術劇場『神奈川芸術プレス』表紙連載(宮元亜門、大野和志、他
- ジャニーズ発行『TOKIO』ファンクラブ会報誌連載

2009年
- 『新進気鋭の写真家12名によるリレー個展』　企画・監修

2008年
- 株式会社　総合メディア研究所STING 設立
- 『TAMAVIVANTⅡ2008 イメージの種子』展（東京＆みなとみらい）
- 『新進気鋭の写真家１２名によるリレー個展』　企画・監修

2007年
- 『森の中の焚火に見る光という自然』

～飼い慣らされた自然による人類への反逆～論文執筆
- 多摩美術大学美術学部講師 (2009年まで)

2006年
- 『フォトテクニック』誌にて『花』発表
- 『GONGODOUDAN』誌にて『日本』発表
- 『私事』中村雀右衛門（人間国宝・歌舞伎俳優）　岩波書店

2004年
- パン・ナリン監督『VALLEY OF FLOWERS』（パンドラフィルム・ドイツ）
- 韓国全土を旅し『韓国』撮影

2003年
- 『本とコンピュータ』誌にて『共有地の開拓者たち』連載

2002年
- M.X.オーベルグ監督『成層圏の女の子』（パンドラフィルム・ドイツ）

2001年
- 鈴木清順・監督『ピストル・オペラ』　ポスター&パンフレット
- オリビエ・アサイヤス監督『デーモンラバー』（エリザベスフィルム・フランス）

2000年
- ポートレイト写真集『東京サーカス』（ビブロス）出版
- 新潮社「新潮45」誌『ミスのいる風景』連載

1999年
- 新潮社「新潮45」誌『ミスのいる風景』連載
- 日本全土を旅し、『日本』を撮影開始

1997年
- 『アサヒカメラ』誌にて『Praclity』発表（朝日新聞社）
- NONFIX&『NUDE』（フジテレビ）にて特集番組
- アジアの働く子供を撮影、写真展『働くこども』開催（渋谷・東京）

1996年
- 岩波書店『へるめす』誌にて表紙撮影連載
- 『別冊・日本カメラ』誌にて『花のはなし』発表
- 『VROW』誌にて『花のはなし』発表
- フォトCD　『花のはなし』A&Pコーディネイトジャパン出版
- NHK・BS 『真夜中の王国』にて特集

1995年
- 朝日新聞社主催　朝日広告賞　写真賞　受賞
- 清里フォトミュージアム　ヤングポートフォリオ展　入選
- 講談社『週刊現代』誌上にて各種写真賞を3年連続　受賞
- インドをテーマにしたビデオ映像作品『FACE』（日本衛星放送）

1993年
- 月刊『宝島』誌に『Helix』発表
- マガジンハウス「BRUTUS」誌にて『Hilix』発表
- ベルリンフィル＆吉野直子　CDアルバム（SONY MUSIC）

1992年
- 『ZOOM』誌（プログレッソ出版）にて『Helix』発表
- 『JUNICHI OHNO/Photographs』（KEN・DAMY美術館・イタリア）出版

1991年
- 『WHAT NEXT』（テレビ朝日）にて特集番組
- 「シティロード」誌にて『202号室の東京』連載

1990年
- 写真家『田原桂一』東京事務所にて撮影助手
- 「シティロード」誌にて『FLOWERS』連載

1989年
- 神戸『山本写真館』にて撮影助手

1968年
- 神戸市に生まれる

## 作品

### 個展
2006
- 『フォト・ジャポン』／多摩美術大学（神奈川）

2003
- 『日本』／ガラリアQ（東京）
- 『東京サーカス』／ビジュアルアーツ・ギャラリー（東京）

1998
- 『働く子供』／路上写真展（東京）

1997
- 『FIVE』／パルコ（東京）

1995
- 『瞑想する光り』／ワクシングムーンギャラリー（東京）
- 『Praclity』／ワクシングムーンギャラリー（東京）
- 『路地』／ワクシングムーンギャラリー（東京）
- 『煙』／ワクシングムーンギャラリー（東京）
- 『花のはなし』／ワクシングムーンギャラリー（東京）
- 『働く子供』／ワクシングムーンギャラリー（東京）
- 『大野純一写真展』／PIVOT24（札幌）

1994
- 『東京の肖像』／ワクシングムーンギャラリー（東京）
- 『螺旋』／ワクシングムーンギャラリー（東京）

1993
- 『EROS THANATOS』／KEN DAMY 美術館（イタリア）
- 『大野純一写真展』／細見画廊（東京）
- 『螺旋』／ギャラリーGO（東京）
- 『LONGS』／パルコギャラリー（大阪）

1992
- 『JUNICHI OHNO PHOTOGRAPHS』／I・E・S・A ギャラリー (パリ)

1991
- 『大野純一写真展』／細見画廊（東京）

1990
- 『EROS THANATOS』／THE B ギャラリー（NTT代官山）
- 『EROS THANATOS』／ギャラリーゴダント（神戸）

### グループ展
2007
- 『新進気鋭の写真家12名によるリレー個展』企画・監修（VAG東京）

2006
- 『上海市国際技術と芸術展』（上海、福健省など中国主要都市巡回）

2004
- 『グループ展ma・間 voi4』スライドショー『韓国』

2003
- 『Japanese visions』展（KEN DAMY 美術館・イタリア）
- 『写真家のまなざしvol.1 -花-』展（NPO法人彩都メディア図書館・大阪）

2002
- 『collaborations and appointments 』展／（KEN DAMY 美術館・イタリア）

1998
- 『Still Life』展（KEN DAMY 美術館・イタリア）

1996
- 『 混沌への返答』（イーストギャラリー・東京）

1995
- 『ブルータス裸の絶対温度スライドショー』／BOX東中野（東京）
- 『SAVE KOBE チャリティ写真展』／ワクシングムーンギャラリー（東京）
- 『第一回ヤングポートフォリオ写真展』／清里フォトミュージアム（山梨）
- 『亀裂』大野純一／菅原一剛　二人展／ときの忘れ物ギャラリー（東京）

1994
- 『大阪国際ファッション写真展』（大阪）

1993
- 『ブルータス絶対裸体・オンスクリーン』展　ボックス東中野（東京）
- 『神戸国際ファッション'93写真展』（神戸）

1992
- 『SLIDES ON THE WALL』／ウェンストンギャラリー（東京）
- 『ハイテックプランツ写真展』（大阪）

1991
- 『TAMAVIVAN'T91』／シードギャラリー（東京）
- 『MUSEO KEN DAMYコレクション』展（KEN DAMY 美術館・イタリア）

1990
- 『期待される若手写真家20人』展　パルコギャラリー（東京、名古屋、大阪）
- 『坂本龍一・Beauty　』ワールドツアー（アメリカ・ヨーロッパ・各都市）

### 主な出版物
2006
- 『ことばの仕事』／原書房
- 『フィッシュマンズ全集』／小学館

2005
- 『私事』中村雀右衛門／岩波書店

2003
- 『狂言・三人三様』全三巻（野村萬斎・茂山千作・野村万作）.／岩波書店

2000
- 『東京サーカス』／ビブロス出版

1997
- 『1995／1996ヤングポートフォリオ』／K MOPA
- 『花のはなし』／ビブロス出版

1996
- 『100 Japanese photographers selection2』／シナジー幾何学

1995
- 『Helix　螺旋　完全版』／みずき出版
- 『ヌードを極める』／講談社
- 『花のはなし　完全版』／みずき出版

1994
- 『Nude Private Works』／みずき出版
- 『100 Japanese photographers selection』／シナジー幾何学
- 『センシャル・イメージ』／ピエブックス
- 『世界の写真家1００人のヌード』／みずき出版

1993
- 『グレープフルーツジュース』／オノヨーコ詩集／講談社
- 『Helix』　螺旋／アスペクト
- 『エンサイクロブディア』／みずき出版

1992
- 『LONGS』／シンコーミュージック
- 『ハイテックプランツ』／トレビル
- イギリス版　『ZOOM』誌／プログレッソ出版
- アメリカ版　『ZOOM』誌／プログレッソ出版
- イタリア版　『ZOOM』誌／プログレッソ出版

1991
- 『JUNICHI OHNO PHOTOGRAPHS』／MUSEO KENDAMY

1990
- 『20 promising photographers Vol.2』／パルコギャラリー
- 『EROS THANATOS』／ガリバー計画